# Olbramice (ort i Tjeckien, Olomouc)
Olbramice är en ort i Tjeckien.   Den ligger i regionen Olomouc, i den östra delen av landet, 190 km öster om huvudstaden Prag. Olbramice ligger 394 meter över havet och antalet invånare är 212.
Terrängen runt Olbramice är platt västerut, men österut är den kuperad. Terrängen runt Olbramice sluttar österut.Runt Olbramice är det ganska tätbefolkat, med 111 invånare per kvadratkilometer. Närmaste större samhälle är Olomouc, 18,1 km öster om Olbramice. Trakten runt Olbramice består till största delen av jordbruksmark.